# 61. pehotni polk (Avstro-Ogrska)
Za druge 61. polke glejte 61. polk.
61. pehotni polk (izvirno nemško Infanterie-Regiment Nr. 61) je bil pehotni polk avstro-ogrske skupne vojske.

## Poimenovanje
- Ungarisches Infanterie Regiment »von Frank« Nr. 61
- Infanterie Regiment Nr. 61 (1915 - 1918)

## Zgodovina
Polk je bil ustanovljen leta 1798. 

### Prva svetovna vojna
Polkovna narodnostna sestava leta 1914 je bila sledeča: 38% Romunov, 37% Nemcev, 20% Madžarov in 5% drugih. Naborni okraj polka je bil v Temesvárju, pri čemer so bile polkovne enote garnizirane sledeče: Temesvár (štab, III. in IV. bataljon), Crkvice (I. bataljon) in Debrecen (II. bataljon).
Med prvo svetovno vojno se je polk bojeval tudi na soški fronti. Med četrto soško ofenzivo je polk v tridnevnih bojih na položajih južno od Martinščine izgubil polovico moštva. Med sedmo soško ofenzivo je bil polk praktično uničen v prvem dnevu ofenzive, ko so ga napadli trije polki italijanske 23. pehotne divizije. IV. bataljon polka, pod poveljstvom stotnika Petra Roósza, je med deveto soško ofenzivo v protinapadu zasedel Veliki vrh, pri čemer so zajeli 11 italijanskih častnikov in 500 vojakov; stotnik je za ta podvig prejel viteški križ reda Marije Terezije.
V sklopu t. i. Conradovih reform leta 1918 (od junija naprej) je bilo znižano število polkovnih bataljonov na 3.

## Organizacija
1918 (po reformi)
- 2. bataljon
- 3. bataljon
- 4. bataljon, 43. pehotni polk

## Poveljniki polka
- 1859: Alois Pötting et Persing von Ober-Falkenstein[11]
- 1865: Michael von Thom[12]
- 1879: Carl Machalitzky[13]
- 1908: Valentin Layrouz[14]
- 1914: Franz Weiss von Mainprugg[1]